# Министерство внутренних дел по Республике Татарстан
Министерство внутренних дел по Республике Татарстан (тат. Татарстан Республикасы буенча Эчке эшләр министрлыгы) — территориальный орган управления министерства внутренних дел Российской Федерации в Республике Татарстан.

## Положение
Министерство внутренних дел по Республике Татарстан подчиняется министерству внутренних дел Российской Федерации и входит в соответствующую управленческую систему. Осуществляет свою деятельность через подчинённые отделы внутренних дел по районам, городам и другим муниципальным образованиям. В своей деятельности руководствуется конституцией Российской Федерации, нормами международного права и международными договорами, федеральными конституционными законами, федеральными законами, указами и распоряжениями президента Российской Федерации, постановлениями и распоряжениями правительства Российской Федерации, нормативными правовыми актами МВД РФ, положением о МВД по РТ, а также конституцией Республики Татарстан, законами и другими нормативными правовыми актами РТ.
Основными задачами МВД по РТ являются:
1. обеспечение в пределах своих полномочий защиты прав и свобод человека и гражданина;
2. организация в пределах своих полномочий предупреждения, выявления, пресечения, раскрытия и расследования преступлений, а также предупреждения и пресечения административных правонарушений;
3. обеспечение охраны общественного порядка на территории Республики Татарстан;
4. обеспечение безопасности дорожного движения на территории Республики Татарстан;
5. управление подчинёнными органами внутренних дел, подразделениями и организациями, организация их деятельности.

В структуру министерства входят штаб, криминальная полиция, полиция общественной безопасности, главное следственное управление, кадровый аппарат, служба тыла. Они в свою очередь подразделяются на службы по конкретным направлениям работы. Также в министерстве имеются секретариат, управление собственной безопасности и отдел правового обеспечения, которые непосредственно подчиняются министру. Помимо этого в систему МВД по РТ включены городские и районные подразделения органов внутренних дел.

## Символы
Имеет эмблему и знамя, внешний вид которых установлен в 2012 году президентом РФ. В 2014 году знамя было вручено руководству МВД по РТ.

## История
Министерство внутренних дел по Республике Татарстан ведёт свою историю от комиссариата по внутренним делам Казанской Советской Рабоче-Крестьянской Республики, образованного 26 февраля 1918 года постановлением общего собрания Казанского губернского Совета рабочих, солдатских и крестьянских депутатов в ходе реорганизации отдела управления (внутреннего управления) при Казанском губернском исполкоме Совета рабочих, солдатских и крестьянских депутатов. После ликвидации Казанской республики на основании постановлений Казанского губернского исполкома от 16 мая 1918 года и Совета народных комиссаров Казанской губернии от 3 июня 1918 года комиссариат был преобразован в Казанский губернский комиссариат по внутренним делам. Впоследствии, решениями Казанского губернского революционного комитета от 16 и 25 сентября 1918 года и постановлением Казанского губернского исполкома от 15 октября 1918 года комиссариат был реорганизован в отдел управления губернского исполкома. Постановлением ЦИК ТАССР от 28 сентября 1920 года на основании декрета ВЦИК и Совнаркома РСФСР «Об образовании Автономной Татарской Советской Социалистической Республики» от 27 мая 1920 года комиссариат был преобразован в народный комиссариат внутренних дел ТАССР. Осуществлял функции общего административного надзора, охраны революционного порядка и гражданской безопасности, руководства советским строительством, милицией, уголовным розыском, ЗАГСами, пожарной охраной, коммунальным делом и местами заключения; исполнял задачи по реализации постановлений и распоряжений правительства, регистрации актов гражданского состояния, надзору за торговлей специальными предметами и материалами, обеспечению розыска и дознания ло уголовным преступлениям, учёту преступников, изучению преступности, разработке вопросов исправительно-трудовой политики, выдаче заграничных паспортов, наблюдению за деятельностью советского аппарата.
Постановлениями ЦИК и Совнаркома СССР от 15 декабря 1930 года и ЦИК и Совнаркома ТАССР от 20 декабря 1930 года наркомат был ликвидирован с передачей функций ЦИК ТАССР, Совнаркому ТАССР, наркомату юстиции ТАССР, наркомату коммунального хозяйства ТАССР, а затем постановлением ЦИК СССР от 10 июля 1934 года воссоздан как управление наркомата внутренних дел СССР по ТАССР. В дальнейшем занимался обеспечением государственной безопасности и общественного порядка, охраной общественной собственности, записью актов гражданского состояния. В состав наркомата, структура которого неоднократно преобразовывалась, входили административная комиссия, главное управление милиции, главное управление местами заключения, управление делами, административно-организационное управление, управление уголовного розыска, управление коммунального хозяйства, управление по эвакуации населения, управление почт и телеграфов. После принятия Конституции ТАССР постановлением ЦИК ТАССР от 20 марта 1937 года управление наркомата было реорганизовано в наркомат внутренних дел ТАССР. С тех пор в его ведение входили управление государственной безопасности, управление милиции, административно-хозяйственный отдел, отдел мест заключения и лагерей, отдел трудовых колоний, тюремный, транспортный, особый, специальный, автотехнический отделы, отдел пожарной охраны, отдел актов гражданского состояния, отделы финансов, связи, кадров, архивный отдел и другие. Вместе с военными трибуналами, специальной и судебной коллегиями Верховного суда ТАССР, НКВД ТАССР принимал активное участие в сталинских репрессиях посредством троек, которые выносили внесудебные решения по сфабрикованным обвинениям в «антисоветской деятельности», участии в «контрреволюционных организациях», «вредительстве». Преследованию подверглись представители всех слоёв общества, от руководства республики и интеллигенции до крестьянства, рабочих, священства. Всего в ТАССР было репрессировано около 55 тысяч человек, порядка 14 тысяч погибло в местах заключения, а около 6 тысяч человек — расстреляно. После смерти Сталина в начале 1950-х годов такие решения были признаны незаконными, а безвинно осуждённые реабилитированы.
При разделении органов внутренних дел и государственной безопасности указом Президиума Верховного Совета ТАССР от 11 марта 1941 года из наркомата внутренних дел было выделено управление государственной безопасности, преобразованное в народный комиссариат государственной безопасности ТАССР. Затем в августе того же года они снова были объединены, а указом Президиума Верховного Совета ТАССР от 12 июля 1943 года опять разделены. Указом Президиума Верховного Совета ТАССР от 28 марта 1946 года наркомат внутренних дел ТАССР был переименован в министерство внутренних дел ТАССР, тогда как наркомат государственной безопасности ТАССР — в министерство государственной безопасности ТАССР. Указом Президиума Верховного Совета ТАССР от 28 марта 1946 года на базе наркомата государственной безопасности ТАССР было организовано министерство государственной безопасности ТАССР, которое указом Президиума Верховного Совета РСФСР от 30 мая 1953 года и постановлением Совета Министров ТАССР от 16 июня 1953 года было реорганизовано в управление государственной безопасности МВД ТАССР. Указами Президиума Верховного Совета ТАССР от 29 апреля 1954 года и Президиума Верховного Совета РСФСР от 17 июня 1954 года управление государственной безопасности было реорганизовано в комитет государственной безопасности при Совете Министров ТАССР (с 1991 года — Комитет государственной безопасности Республики Татарстан, с 2001 года — управление Федеральной службы безопасности по РТ). Указом Президиума Верховного Совета ТАССР от 5 сентября 1962 года министерство внутренних дел было переименовано в министерство охраны общественного порядка ТАССР, которое указом Президиума Верховного Совета ТАССР от 3 декабря 1968 года было вновь реорганизовано в МВД ТАССР (с 1990 года — ТССР, с 1992 года — РТ).

## Руководители
| - 1918: Мохов В. И.. - 1918—1920: Рудов С. Е.. - 1920—1921: Измайлов А. Ю.. - 1921—1922: Ахметшин М. А.. - 1922—1924: Чанышев Х. А.. - 1924—1926: Усманов М. А.. - 1926—1927: Петров Н. В.. - 1927—1929: Мратхузин Х. И.. - 1929—1930: Богаутдинов Г. Б.. - 1930: Мукминов А. Б.. - 1934—1936: Гарин В. Н.. - 1936—1937: Рудь П. Г.. - 1937: Алемасов А. М.. - 1937—1939: Михайлов В. И.. - 1939—1941: Морозов Е. М.. | - 1941—1943: Габитов А. Г.. - 1943—1948: Горбулин П. Н.. - 1948—1950: Ченборисов Ш. З.. - 1950—1952: Хохлов М. И.. - 1952—1953: Запевалин М. А.. - 1953—1954: Семёнов П. П.. - 1954—1978: Япеев С. З.. - 1978—1983: Демидов Н. И.. - 1983—1993: Кирилов С. И.. - 1993—1998: Галимов И. Г.. - 1998—2012: Сафаров А. А.. - 2012—2024: Хохорин А. В.. - 2024: Соколов А. В.. - 2024—н. в.:Сатретдинов Д. Р. |

## Местонахождение

Снесённое здание МВД, 1990-е гг.

Находится в Казани по улице Дзержинского, дом 19. Здание было построено в 1912 году по проекту И. И. Брюно в стиле модерн для кондитера купца Н. И. Лопатина и было богато украшено ковкой. В дальнейшем там размещались республиканские органы внутренних дел и государственной безопасности. С советских времён за этим зданием со внутренней тюрьмой у Чёрного озера закрепились стойкие синонимичные ассоциации, например, «привезли на Чёрное озеро». По некоторым данным, людей расстреливали непосредственно в этом здании, в подвале, после чего трупы сжигались, а прах выбрасывали в Волгу. В 1994 году комплекс зданий под номерами 19—21 был занесён в список памятников истории и культуры местного значения. К началу 2000-х годов два первых этажа здания занимал аппарат МВД, третий этаж — управление ФСБ.
29 июля 2005 года в здании произошёл пожар. Огонь был замечен утром на чердаке, после чего перекинулся на третий и второй этажи, быстро распространившись по деревянным перекрытиям, в результате чего здание практически полностью сгорело, а оставшаяся часть была залита водой. Заявлялось, что архивы, документы и имущество удалось вынести из огня, равно как боеприпасы и оружие. Официальной причиной пожара было названо замыкание электропроводки, связанное с протечкой крыши из-за прошедшего накануне ливня, однако поначалу не исключалась возможность поджога или террористического акта. Примечательно, что мэр Казани К. Ш. Исхаков впоследствии отмечал, что к тому времени уже готовился переезд управления ФСБ в новое здание, но «вдруг» случился пожар.

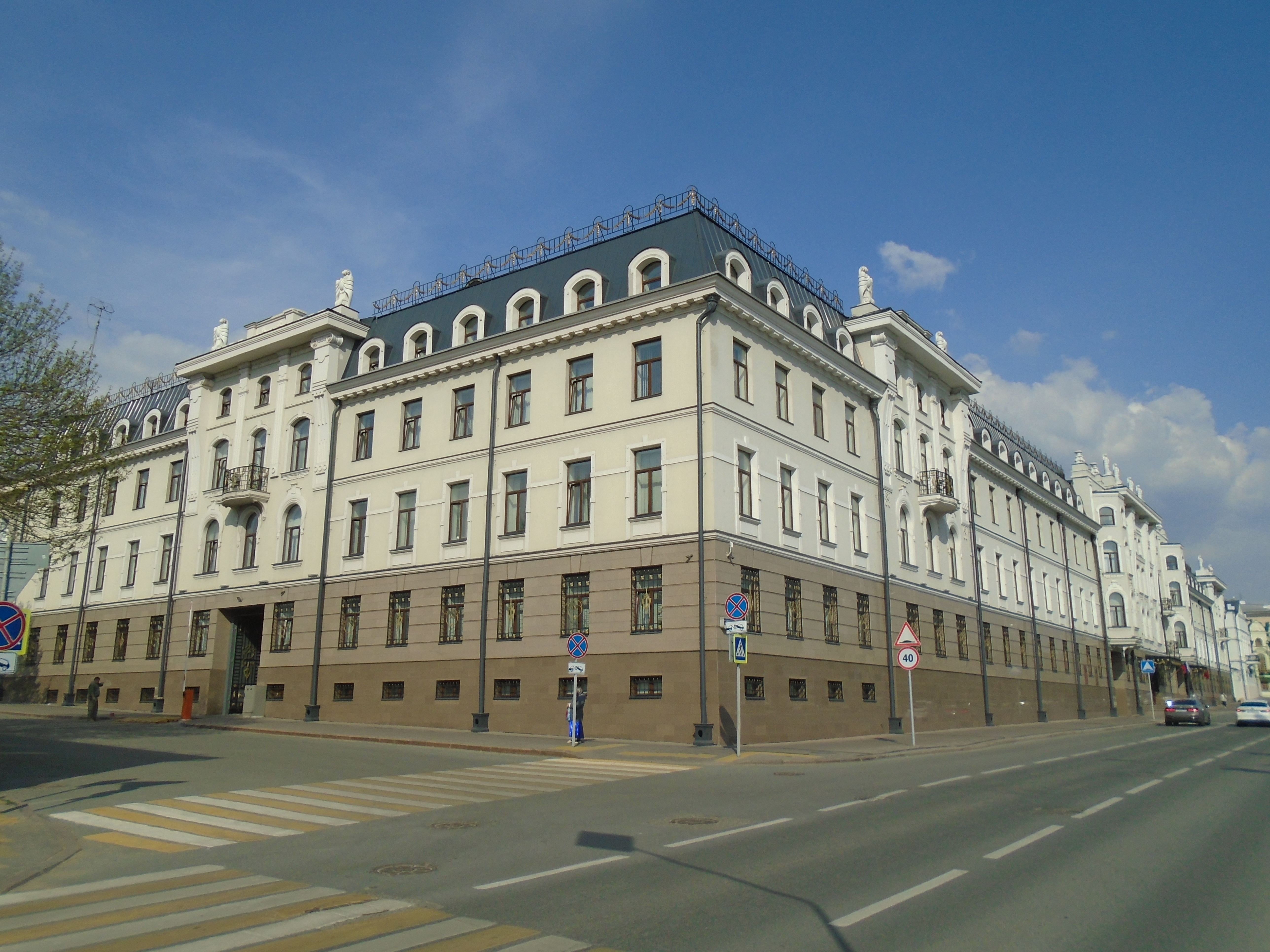
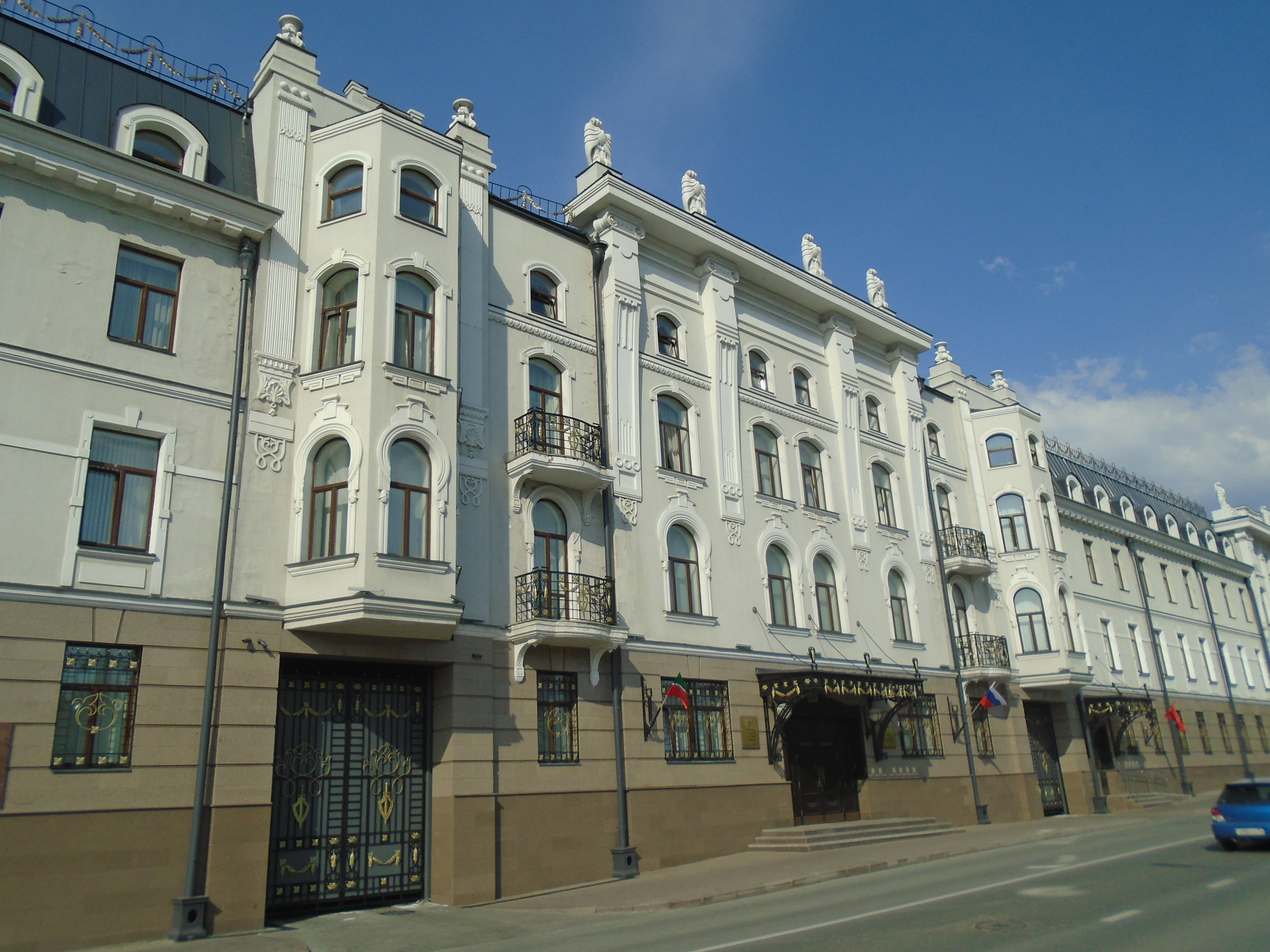
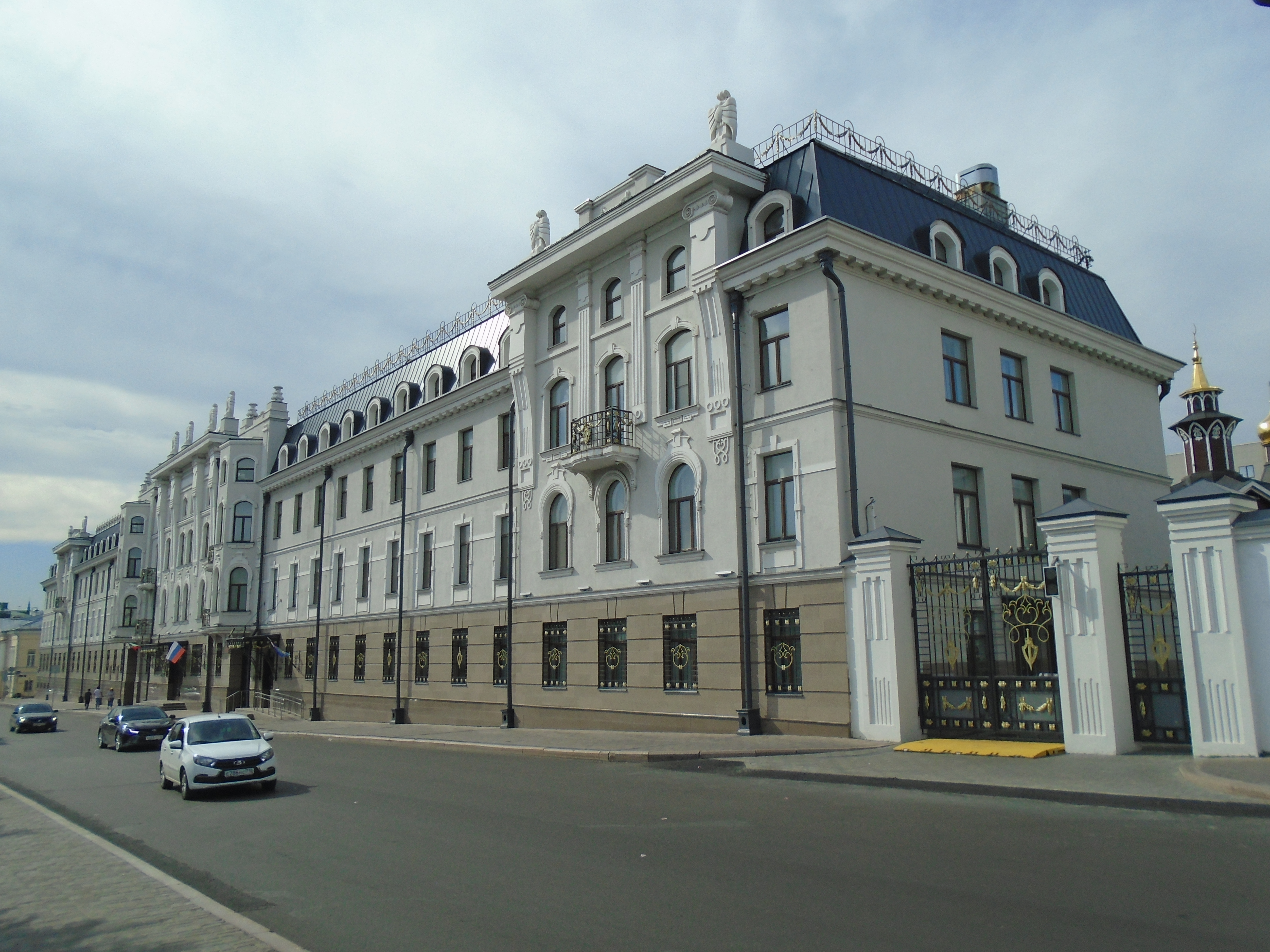
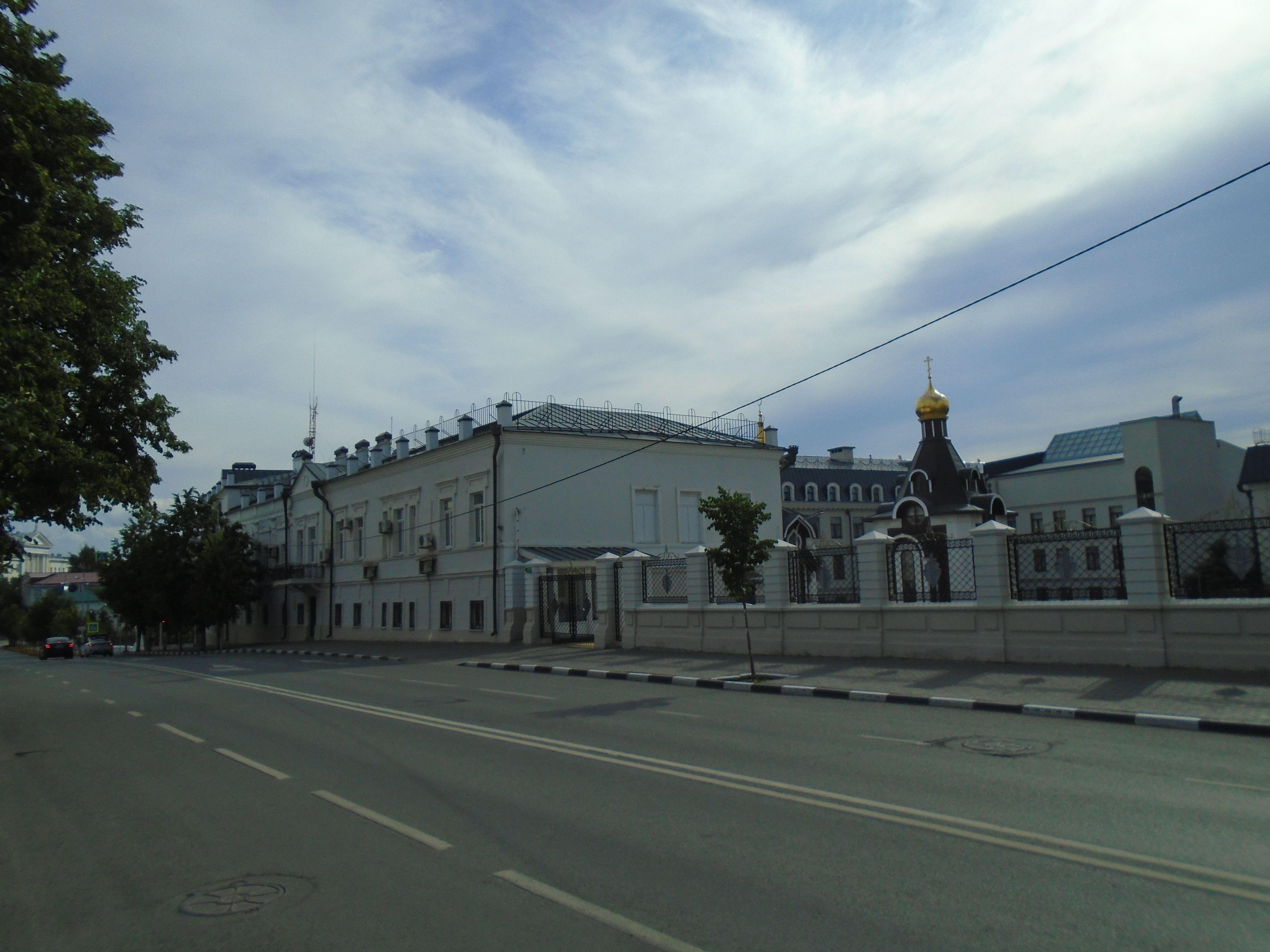

В августе 2005 года началась разборка руин, а в феврале 2006 года там начали новое строительство. Старое здание было исключено из списка памятников, причём собственника обязали воссоздать первоначальный вид и фасад дома. За строительство отвечали производственно-строительное объединение «Казань» и государственное унитарное предприятие «Татинвестгражданпроект». Для ФСБ было построено отдельное здание на Большой Красной улице. Открытие нового здания МВД с культово-мемориальным комплексом состоялось в ноябре 2007 года при участи президента Республики Татарстан М. Ш. Шаймиева и министра внутренних дел РФ Р. Г. Нургалиева. Там находится музей истории МВД по РТ, часовня в честь всех святых в земле Казанской просиявших при МВД по РТ, а также мечеть. На здании установлены мемориальные доски С. З. Япееву и В. Ф. Ерину. Недалеко от здания МВД, в Ленинском саду, установлен  памятник жертвам политических репрессий.

## Комментарии
1. ↑  В 1983—1990 гг. как министр внутренних дел Татарской АССР, в 1990—1992 гг. — Татарской ССР, в 1992—1993 гг. — Республики Татарстан.